# Art Jarrett

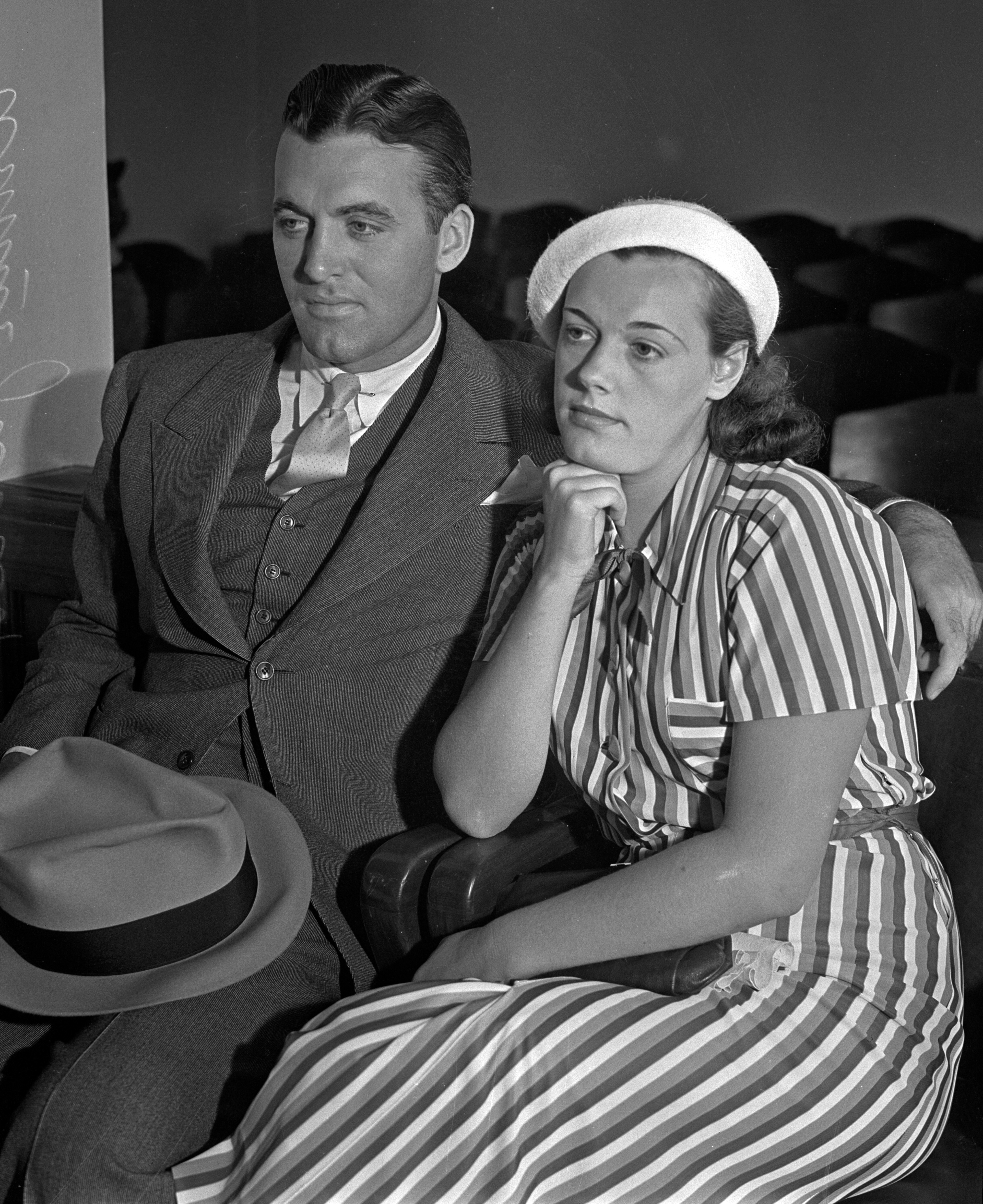
Art Jarrett mit seiner Frau Eleanor Holm (1930er Jahre)

Art Jarrett (* 20. Juli 1907 in Brooklyn als Arthur L. Jarrett, Jr.; † 23. Juli 1987 in Los Angeles, Kalifornien) war ein US-amerikanischer Sänger, Schauspieler und Big-Band-Leader im Bereich des Swing und der Populären Musik.

## Leben
Art Jarrett war der Sohn des Schauspielers und Dramatikers Arthur L. Jarrett, Sr.; er spielte auch Gitarre, Banjo und Posaune. Ende der 1920er Jahre nahm er für Brunswick und Victor Records Schallplatten mit den Jazz- und Tanzorchestern von Earl Burtnett, Ted Weems, Jimmie Noone und Red Nichols auf. 1931 hatte er einen Hiterfolg mit Georgia on My Mind, mit Frankie Trumbauer und seinem Orchester, dessen Aufnahme Platz 10 der Charts erreichte. Populär war seine hohe Tenorstimme auch in Musikfilmen, wie 1933, als er den Song Everything I Have Is Yours in Dancing Lady, Did You Ever See a Dream Walking aus dem Film Sitting Pretty und Let’s Fall in Love aus dem gleichnamigen Film sang.
Im Jahr 1935 gründete er ein eigenes Orchester, das im Blackhawk Restaurant in Chicago auftrat; zu seinen Musikern gehörte u. a. Randy Brooks. In dieser Zeit war er mit der Schwimmerin und Sängerin Eleanor Holm verheiratet, die aus der Band ausschied, als sie sich auf die Olympischen Spiele 1936 vorbereitete. 1941 übernahm Jarrett die Leitung von Hal Kemps Orchester nach dessen Tod bei einem Autounfall. Als Schauspieler wirkte er an dem Western Trigger Pals mit; am Broadway gastierte er in der Show Three After Three. In den 1950er Jahren trat Art Jarrett regelmäßig in Fernsehshows wie Rhythm Rodeo auf und arbeitete dann als Discjockey und Geschäftsmann im Orangensaft-Handel in Yonkers.